# Actuel 2
Pour les articles homonymes, voir Actualité (homonymie).
Actuel 2 était une émission de télévision politique diffusée en France et animée par différents journalistes de la rédaction i.n.f.2, comme Jean-Pierre Elkabbach, Jean-Marie Cavada, François de Closets ou Jean-Michel Desjeunes et présentée en soirée sur la deuxième chaîne de l'ORTF du 15 septembre 1972 jusqu'au 18 novembre 1974.

## Principe de l'émission
L'invité politique était confronté aux questions croisées de journalistes de la presse écrite représentant diverses opinions politiques dans un débat arbitré par un journaliste du service d'information de la deuxième chaîne de l'ORTF (i.n.f.2).
Cette émission participa largement au débat pour l'élection présidentielle de mai 1974.

#### Vidéos
- Extrait de la première émission du 15 septembre 1972 avec François Mitterrand.
- Extrait de l'émission du 25 juin 1973 avec François Mitterrand.
- Extrait de l'émission du 4 mars 1974 avec Joseph Fontanet.
- Extrait de l'émission du 1er avril 1974 avec Georges Marchais.
- Extrait de l'émission du 18 novembre 1974 avec Simone Veil.